# Cylindrocorpus longistoma
Cylindrocorpus longistoma är en rundmaskart. Cylindrocorpus longistoma ingår i släktet Cylindrocorpus och familjen Cylindrocorporidae. Inga underarter finns listade i Catalogue of Life.